# British Academy Television Award
Der British Academy Television Award ist ein britischer Fernsehpreis, der seit 1955 analog zum US-amerikanischen Fernsehpreis Emmy verliehen wird.

## Hintergrund
Bis auf den International Award und einen Publikumspreis ist der überwiegende Teil der mehr als 20 Kategorien allein für britische Fernsehproduktionen (u. a. Spielfilme, Serien, Dokumentationen) reserviert. Sie werden i. d. R. alljährlich im Mai/Juni vergeben. Sponsor ist der Elektronikkonzern Philips, weshalb der Fernsehpreis offiziell als Philips British Academy Television Awards firmiert.

## Kategorien
- Bester Schauspieler
- Beste Schauspielerin
- Bester Nebendarsteller
- Beste Nebendarstellerin
- Beste Comedy (Programme oder Serien)
- Lew Grade Award für das beste Entertainment-Programm
- Beste Entertainment-Leistung
- Beste weibliche Comedy-Leistung
- Beste männliche Comedy-Leistung
- Beste Drama-Serial
- Beste Drama-Serie
- Bestes Single-Drama
- Beste Drama-Fortsetzung
- Sport
- Der Pioneer Award
- Internationaler Award